# Pehr Lindholm
Pehr Lindholm, född 1741, död 4 februari 1813 i Maria Magdalena församling, Stockholm, var en svensk klavikordbyggare. Lindholm var en central person inom det gustavianska klaverbyggandet, dels för sin stora och jämna produktion och även för sin nästan 40 år långa verksamhet.

## Biografi
Lindholm hade innan han började som instrumentmakare genomgått snickarutbildning hos Lars Fogelberg i Stockholm. Han började som lärling hos Fogelberg den 2 november 1764 och blev gesäll där den 24 juni 1769. Lindholm var gesäll hos Gottlieb Rosenau i Stockholm mellan 1769 och 1771, sedan gesäll åt Johan Broman. Hos Broman arbetade han fram till i februari 1772. Efter dennes bortgång fortsatte han att arbeta hos dennes änka fram 26 januari 1773. 11 november 1774 blir han klaverbyggarmästare och fick privilegium att tillverka musikaliska instrument, framförallt klaver och klavercymbaler. Lindholm hade från 1774 en egen verkstad, fram till 1800 då han ingick kompanjonskap med sin gesäll och blivande svärson Henric Johan Söderström. Bolaget kom att finnas fram till 1810 då det upplöstes. Han fortsatte att arbeta på egen hand fram till sin bortgång den 4 februari 1813.
Lindholm byggde främst klavikord och hammarklaver men även cembalo och crescendo (cembal eller clavecin av royal-typ). Han utförde även reparationer av cembalo. Lindholm använde cembalo-register i sitt mästerstycke, som fick namnet Crescendo.

### Familj
Lindholm gifte sig första gången 12 april 1773 Maria Magdalena församling, Stockholm med Ingeborg Hansdotter, född omkring 1749, död 22 december 1790 i Maria Magdalena församling, Stockholm.
Lindholm gifte sig andra gången 2 oktober 1791 i Katarina församling, Stockholm med Maria Lovisa Holm, född omkring 1759, död 20 maj 1824 i Maria Magdalena församling, Stockholm.

## Instrument

### Klavikord

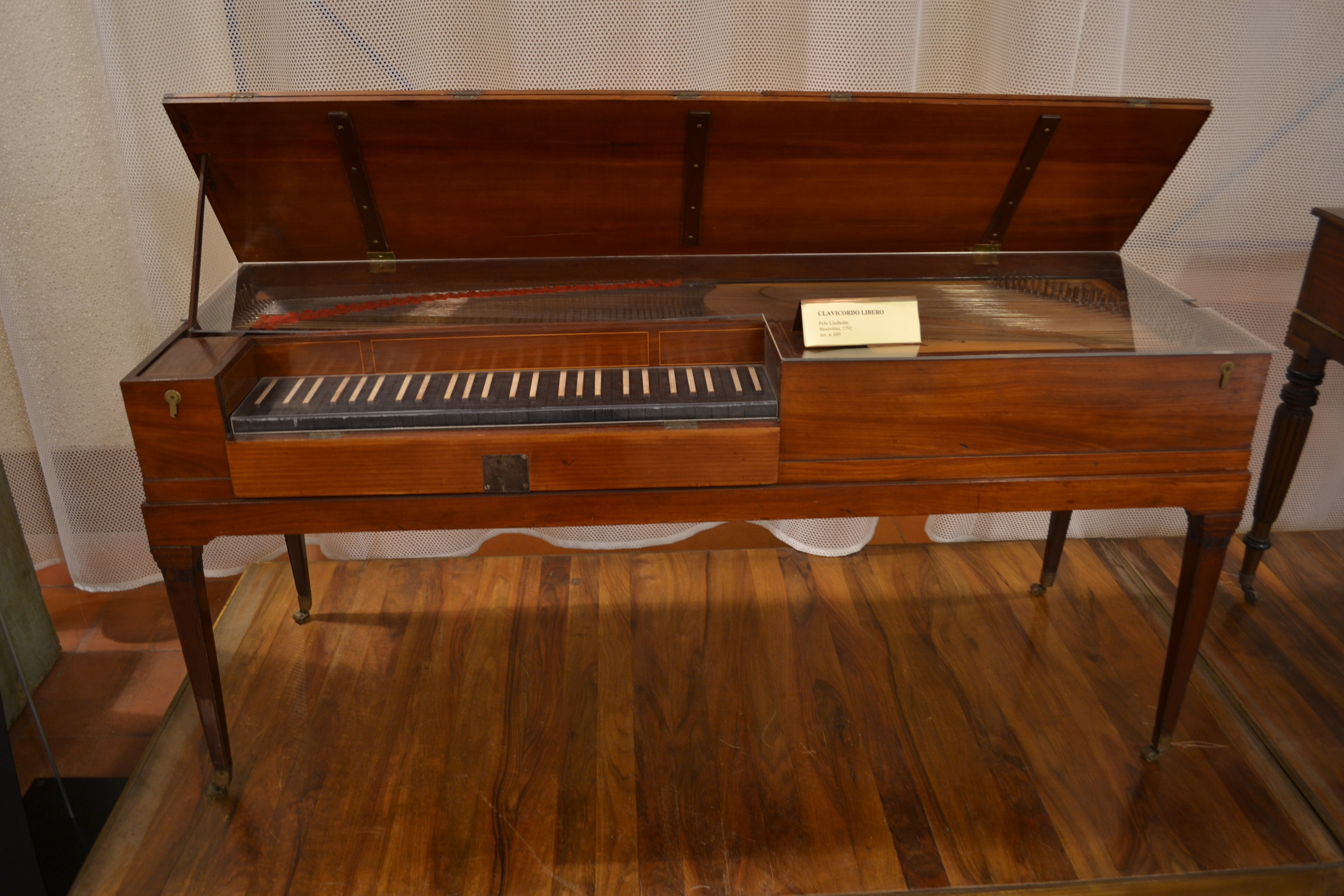
Klavikord, 1792

- 1776 - 2 klavikord
- 1782 - 3 klavikord
- 1786 - 1 klavikord
- 1787 - 1 klavikord
- 1783? - 1 klavikord
- 1785 - 2 klavikord
- 1786? - 1 klavikord
- 1789 - 1 klavikord
- 1792 - 1 klavikord
- 1793 - 1 klavikord
- 1794? - 2 klavikord
- 1795 - 2 klavikord
- 1797 - 1 klavikord
- 1798 - 2 klavikord
- 1799? - 1-2 klavikord
- 1811 - 2 klavikord

### Hammarklaver
- 1791 - 1 hammarklaver
- 1792 - 1 hammarklaver

### Klavikord tillsammans med Söderström
- 1802 - 1 klavikord
- 1803 - 4 klavikord
- 1804 - 1 klavikord
- 1806 - 1 klavikord
- 1807 - 2 klavikord
- 1808 - 1 klavikord

## Medarbetare
- Fredric Svede (1753–1838), var 1800–1810 gesäll hos Lindholm.[10][11]
- Johan D. Krus (född 1753), var 1800 gesäll hos Lindholm.[10]
- Peter Dahlpihl (född 1768), var 1800 gesäll hos Lindholm.[10]
- Johan Söderström (född 1768), var 1800 gesäll hos Lindholm.[10]
- Erik Grönbom (född 1763), var 1800 gesäll hos Lindholm.[10]
- Carl M. Pihl (född 1768), var 1800 gesäll hos Lindholm.[10]
- Johan Appelgren (född 1778), var 1810 gesäll hos Lindholm.[11]
- Eric Wessberg (född 1782), var 1810 gesäll hos Lindholm.[11]
- Anders Lundholm (född 1767), var 1810 gesäll hos Lindholm.[11]

Han hade även gesällerna Henric Johan Söderström, Carl Jacob Nordqvist och Johan Söderberg hos sig.